# 田野東バスストップ
田野東バスストップ（たのひがしバスストップ）は、宮崎県宮崎市田野町の宮崎自動車道上にある高速バス専用のバス停留所である。田野インターチェンジからほど近く､田野町の中心街からもさほど遠くない。なお、東側に見える採石場は、2003年に西部警察 SPECIALのロケで使われた（テロリストの要塞が建てられ､最後の決闘の場になった）。

## 停車するバス路線
| 路線                   | 運行会社              | 下り線側方面                                         | 上り線側方面                               |
| ---------------------- | --------------------- | ---------------------------------------------------- | ------------------------------------------ |
| なんぷう号 ※各停便のみ | 宮崎交通 九州産交バス | 宮崎（宮交シティ・宮崎駅）                           | 熊本（桜町BT・熊本駅・西部車庫）           |
| 特急                   | 宮崎交通              | 宮崎（宮崎空港・宮交シティ・カリーノ宮崎前・宮崎駅） | 都城（高速都城北入口・都城駅・西都城駅前） |

## 隣接するバス停
E10 宮崎自動車道
高城BS - 田野東BS - 清武BS